# Маскито
Маскито (итал. Maschito) — коммуна в Италии, расположена в регионе Базиликата, подчиняется административному центру Потенца.
Население составляет 1863 человека, плотность населения составляет 41 чел./км². Занимает площадь 45 км². Почтовый индекс — 85020. Телефонный код — 0972.
Покровителем населённого пункта считается святой пророк Божий Илия. Праздник ежегодно празднуется 20 июля.